# FiNAL SHiTS
「FiNAL SHiTS」（ファイナル・シッツ）は、BiSHのシングル。2022年1月12日にavex traxから発売された。

## 概要
前作「KiND PEOPLE/リズム」から約2年ぶりリリースされたメジャー7作目・通算9作目のシングル。
- 2021年12月24日に解散を発表したと同時に発表された企画「BiSH iS OVER!」内の1つ「12ヶ月連続リリース」の第1弾としてリリースされた。本作はCD盤のみの1形態でリリース。
- 2022年1月1日、年明けと同時に本作に収録された楽曲の先行配信がスタート。同日に出演した「CDTVスペシャル！年越しプレミアライブ2021→2022」で初披露された。また「FiNAL SHiTS」の歌詞の中には、2014年に解散したBiSのファイナル・シングル「FiNAL DANCE」の一部フレーズが使用されており、振り付けには今までのBiSHの楽曲の振り付けが所々に散りばめられている。ミュージック・ビデオでは、BiSHの現メンバーとして最初に公開された「オーケストラ」のミュージック・ビデオをオマージュした演出となっており、メンバーの未来を暗示されるシーンも挿入されている。

## リリース履歴
| 発売日        | レーベル  | 最高順位 | 販売形態 | 規格品番   | 備考                    |
| ------------- | --------- | -------- | -------- | ---------- | ----------------------- |
| 2022年1月1日  | avex trax | -        | 配信     | -          | 「FiNAL SHiTS」先行配信 |
| 2022年1月1日  | avex trax | -        | 配信     | -          | 「NOT FOREVER」先行配信 |
| 2022年1月12日 | avex trax | 3位      | CD       | AVCD-61151 | CD盤                    |

## 収録曲

### CD
全編曲：SCRAMBLES
1. FiNAL SHiTS
作詞：松隈ケンタ×JxSxK、作曲：松隈ケンタ
2. NOT FOREVER
作詞：松隈ケンタ×JxSxK、作曲：松隈ケンタ

## 参加メンバー
- BiSH
  - アイナ・ジ・エンド - ボーカル
  - セントチヒロ・チッチ - ボーカル
  - モモコグミカンパニー - ボーカル
  - ハシヤスメ・アツコ - ボーカル
  - リンリン - ボーカル
  - アユニ・D - ボーカル